# Маркевич, Мирон Богданович
Миро́н Богданович Маркевич (укр. Миро́н Богданович Марке́вич; род. 1 февраля 1951, Винники, Львовская область) — советский и украинский футболист, полузащитник, затем тренер. Заслуженный тренер УССР (1977). Первый и единственный украинский тренер, который вывел футбольный клуб Украины в финал Еврокубка. Рекордсмен украинской высшей лиги по количеству игр в ранге главного тренера. С июля 2016 по август 2021 года — глава комитета национальных сборных ФФУ/УАФ.

## Биография
Родился в Винниках (Львовская область, УССР). В период с 1970 по 1977 год играл в составе львовских «Карпат» и СКА, «Спартака» из Орджоникидзе, «Торпедо» (Луцк).
В 1983 году окончил высшую школу тренеров в Москве. После учёбы в ней возглавлял команду второй лиги «Торпедо» (Луцк), в которой проработал с 1984 по июнь 1992 года. С июля 1992-го был главным тренером львовских «Карпат». Выиграл бронзовые награды чемпионата Украины и дважды вывел львовян в финал Кубка Украины.
В 2002 году в течение трёх месяцев работал главным тренером махачкалинского «Анжи», однако покинул клуб из-за конфликта в команде, который не мог потушить. В качестве своего преемника Маркевич предложил на пост тренера Гаджи Гаджиева.

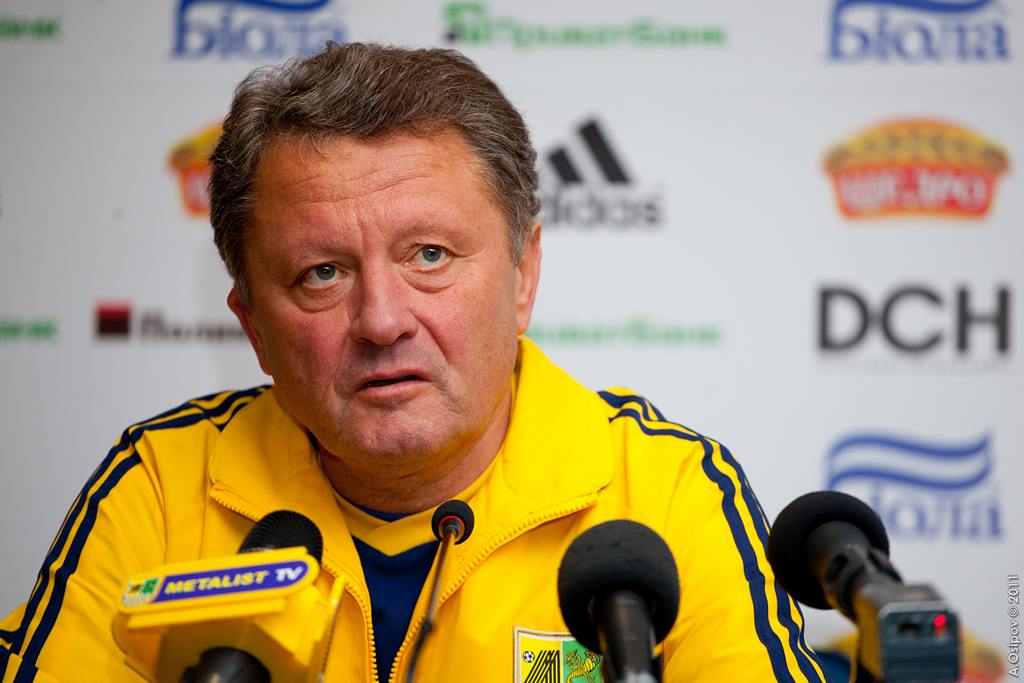
Маркевич в качестве главного тренера «Металлиста», 2011 год

С лета 2005 года — главный тренер харьковского «Металлиста». Под руководством Маркевича «Металлист» завоевал бронзовые медали чемпионата Украины в шести сезонах подряд, после чего последовал выигрыш серебра. В сезоне 2008/2009 вывел харьковчан в 1/8 Кубка УЕФА, где команда уступила по сумме двух матчей киевскому «Динамо», а в сезоне 2011/2012 — в четвертьфинал того же турнира (уступили лиссабонскому «Спортингу»).
Исполком Федерации Украины по футболу назначил Маркевича главным тренером национальной сборной Украины по футболу с 1 февраля 2010 года. При этом Маркевич остался главным тренером «Металлиста». Помощником стал Юрий Калитвинцев. Руководил сборной в 4 матчах, она три раза победила и один раз сыграла вничью — таким образом, Маркевич стал первым тренером украинской сборной, не проигравшим ни одного матча.
В августе 2010 года Федерация Футбола Украины лишила «Металлист» девяти очков и оштрафовала на 25 тысяч долларов за якобы договорной матч в 2008 году с «Карпатами». 21 августа 2010 года в знак протеста Маркевич подал в отставку с поста тренера сборной Украины. Сам он отвергал факт договорного матча и утверждал, что его изгнали не по этой причине, а из-за нежелания Григория Суркиса видеть Маркевича на посту тренера сборной.
В 2014 году покинул «Металлист» из-за тяжёлой финансовой ситуации в клубе.
26 мая 2014 года был назначен главным тренером днепропетровского «Днепра». В сезоне 2014/15 под руководством Мирона Маркевича «Днепр» впервые в своей истории вышел в финал Лиги Европы УЕФА. Победу в полуфинале этого турнира Маркевич посвятил украинским бойцам АТО. В финале Лиги Европы 27 мая 2015 года «Днепр» уступил испанской «Севилье» со счётом 2:3, несмотря на то, что украинский клуб открыл счёт в матче. Также в 2015 и 2016 годах «днепряне» завоевали бронзовые медали чемпионата.
29 июня 2016 года Мирон Маркевич подал в отставку с должности главного тренера «Днепра».
С июля 2016 по август 2021 года возглавлял комитет сборных Федерации футбола Украины (затем — Украинской ассоциации футбола).
1 июня 2023 года занял должность главного тренера львовских «Карпат».

## Личная жизнь
Сын футбольного тренера, почётного гражданина Винников Богдана Маркевича. Женат. Имеет двоих сыновей, старший из которых, Остап, также стал футбольным тренером. Своим хобби считает рыболовлю и музыку. Среди исполнителей выделяет «The Beatles», «The Rolling Stones», Элвиса Пресли, Фрэнка Синатру. Из классической музыки отдает предпочтение Моцарту. Когда «Металлист» осенью 2007 приехал в Ливерпуль, для матча с «Эвертоном» в Кубке УЕФА, Маркевич отметил:
Я старый „битломан“ и пропустить такую возможность посетить музей „Битлз“ мы никаким образом не можем.

## Деятельность
Мирон Маркевич содержит детскую футбольную школу в Винниках, является одним из кураторов футбольного клуба «Рух».

## Достижения

### Командные
«Карпаты» (Львов)
- Финалист Кубка Украины (2): 1992/93, 1998/99
- Бронзовый призёр чемпионата Украины: 1997/98

«Металлист» (Харьков)
- Серебряный призёр чемпионата Украины: 2012/13
- Бронзовый призёр чемпионата Украины (5): 2006/07, 2008/09, 2009/10, 2010/11, 2011/12
- Четвертьфиналист Лиги Европы УЕФА: 2011/12

«Днепр» (Днепропетровск)
- Финалист Лиги Европы УЕФА: 2015
- Бронзовый призёр чемпионата Украины (2): 2014/15, 2015/16

### Личные
- Заслуженный тренер Украины
- Орден орденом «За заслуги» III (2008)[11] и II (2011)[12] степеней
- Почётный гражданин города Харькова (2012)[13]
- Знак отличия Президента Украины «За гуманитарное участие в антитеррористической операции» (2019)[14]